# 南譙郡 (東晉)
譙國，後改稱譙郡、南譙郡，中國東晉時設置的僑郡。

## 沿革
晉孝武帝太元元年（376年），車騎將軍、都督豫江二州之六郡諸軍事桓沖徙鎮姑孰，將譙國流民置於廬江郡境內的浣川，僑置譙國，屬僑置的豫州，後割地成實土，治山桑（今安徽省巢湖市東南），領七縣：山桑、譙、銍、扶陽、蘄、城父、酇。晉安帝義熙十一年（415年），國除為譙郡。
宋武帝永初元年（420年），改譙郡為南譙郡。永初三年（422年），分豫州淮東置南豫州，南譙郡改屬南豫州。宋文帝元嘉元嘉七年（430年），南豫州併入豫州，南譙郡改屬豫州。元嘉八年（431年），酇縣改屬歷陽郡。元嘉十六年（439年），分豫州復置南豫州，南譙郡改屬南豫州。元嘉二十二年（445年），南豫州併入豫州，南譙郡改屬豫州。宋孝武帝大明三年（459年），分豫州復置南豫州，南譙郡改屬南豫州。
齊高帝建元二年（480年），南豫州併入豫州，南譙郡改屬豫州；譙縣改屬廬江郡。齊武帝永明二年（484年），分豫州復置南豫州，南譙郡改屬南豫州。永明七年（489年），潁川郡土斷，所領北許昌、曲陽二縣改屬南譙郡。又析置嘉平縣，省併銍縣，城父縣改屬梁郡。後又省併北許昌縣，城父縣還屬南譙郡。至齊末，南譙郡領六縣：山桑、蘄、扶陽、曲陽、嘉平、城父。
梁武帝時，南譙郡移治蘄縣譙郡城（今安徽省巢湖市），改屬合州。東魏孝靜帝武定末，因侯景之亂取南梁南譙郡，領蘄、邵陵二縣。
陳宣帝太建五年（573年）北伐，先後克北齊蘄城、譙郡城，取南譙郡。北周靜帝大象元年（579年），盡取南陳淮南之地，廢南譙郡及其所領邵陵縣，蘄縣改屬汝陰郡。

## 人口
- 宋孝武帝大明八年（464年），南譙郡有4432戶、22358口。[3]

## 長官

### 譙國內史（405年－415年）
- 趙恢，晉安帝義熙六年（410年）見任。[5]

### 南譙太守（420年－432年）
- 傅弘仁，北地人。[6]
- 荀永，廣陵人。[7]

### 南譙太守（453年－579年）
- 申寔，魏郡魏人。[8]
- 劉景素，彭城人，宋明帝泰始元年（465年）離任。[9]
- 王廣之，字林之，沛郡相人，宋明帝泰始二年（466年）離任。[10]
- 孫奉伯，宋明帝泰始四年（468年）離任。[9]
- 王珍國，字德重，沛郡相人，齊高帝建元中在任。[11]
- 呂文顯，臨海人，齊武帝永明中在任。[12]
- 吳景安，秦郡人，南齊時在任。[13]
- 王玄邈，字彥遠，下邳人，齊海陵王延興元年（494年）離任。[14]
- 王靈秀，南齊後期在任。[15]
- 馬仙琕，字靈馥，扶風郿人，齊東昏侯永元中在任。[11]
- 張稷，字公喬，吳郡人，齊東昏侯永元二年（500年）在任。[16]
- 蕭懿，字元達，蘭陵人，齊東昏侯永元二年（500年）領。[17]
- 魚弘，襄陽人，梁武帝普通六年（525年）見任。[18]
- 裴之高，字如山，河東聞喜人，梁武帝後期在任。[18]
- 徐槾，陳宣帝太建五年（573年）見任。[19]

## 國主
- 譙敬王司馬恬，351年－390年在位，376年置僑國。
  - 譙忠王司馬尚之，391年－402年在位。
    - 譙王司馬文思（敬王孫），405年－415年在位，415年國除。
- 南譙郡王劉義宣，433年－453年在位。